# Caponina tijuca
Espèce
Caponina tijuca est une espèce d'araignées aranéomorphes de la famille des Caponiidae.

## Distribution
Cette espèce est endémique de l'État de Rio de Janeiro au Brésil,. Elle se rencontre à Rio de Janeiro.

## Description
Caponina tijuca compte quatre yeux ; une femelle n'avait plus que trois yeux après une perte. La femelle holotype mesure 4,61 mm.

## Étymologie
Son nom d'espèce lui a été donné en référence au lieu de sa découverte, la forêt de Tijuca à Rio de Janeiro.

## Publication originale
- Platnick, 1994 : A revision of the spider genus Caponina (Araneae, Caponiidae). American Museum Novitates, no 3100, p. 1-15 (texte intégral).